# Parinvolvulus carinulatus
Parinvolvulus carinulatus is een keversoort uit de familie Rhynchitidae. De wetenschappelijke naam van de soort is voor het eerst geldig gepubliceerd in 1942 door Voss.